# Матеевцы (Ивано-Франковская область)
Мате́евцы (укр. Матеївці) — село в Коломыйском районе Ивано-Франковской области Украины. Административный центр Матеевецкой общины.
Расположено на реке Прут.
Население по переписи 2001 года составляло 1077 человек.